# 한터초등학교
한터초등학교는 대한민국 경기도 용인시 처인구에 있는 공립 초등학교이다.

## 학교 연혁
- 1947.04.01 양지국민학교 대대분교장 설립 인가
- 1948.07.20 교실 신축 준공 이전
- 1953.07.16 한터국민학교로 승격 인가
- 1953.08.01 초대 김정락 교장 취임
- 1955.03.25 제1회 졸업식 거행
- 1969.12.20 별관 교실 증축 준공
- 1981.12.14 본관 교실 개축 준공
- 1985.09.06 한터초등학교 병설유치원 개원
- 1996.03.01 한터초등학교로 교명 변경
- 1997.08.21 유치원 교실, 조리실, 신축 준공
- 2002.09.04 다목적교실(강당) 신축 준공
- 2003.12.13 운동장 트랙 우레탄 포장 공사
- 2007.10.16 한터 꿈마루 도서관 개관식
- 2008.11.03 신관 증축
- 2009.03.01 2개 학급 증설 총 10학급(재학생 수 :264명, 유치원 22명 제외)
- 2012.01.16 6개교실 증축
- 2014.03.01 제21대 국명남 교장선생님 취임
- 2015.02.06 제30회 유치원 졸업식(16명)
- 2015.02.13 제61회 졸업식 거행(35명, 총수 2,280명)
- 2015.03.06 14학급 편성(병설유치원 1학급)